# Jean Baptiste François René Koehler

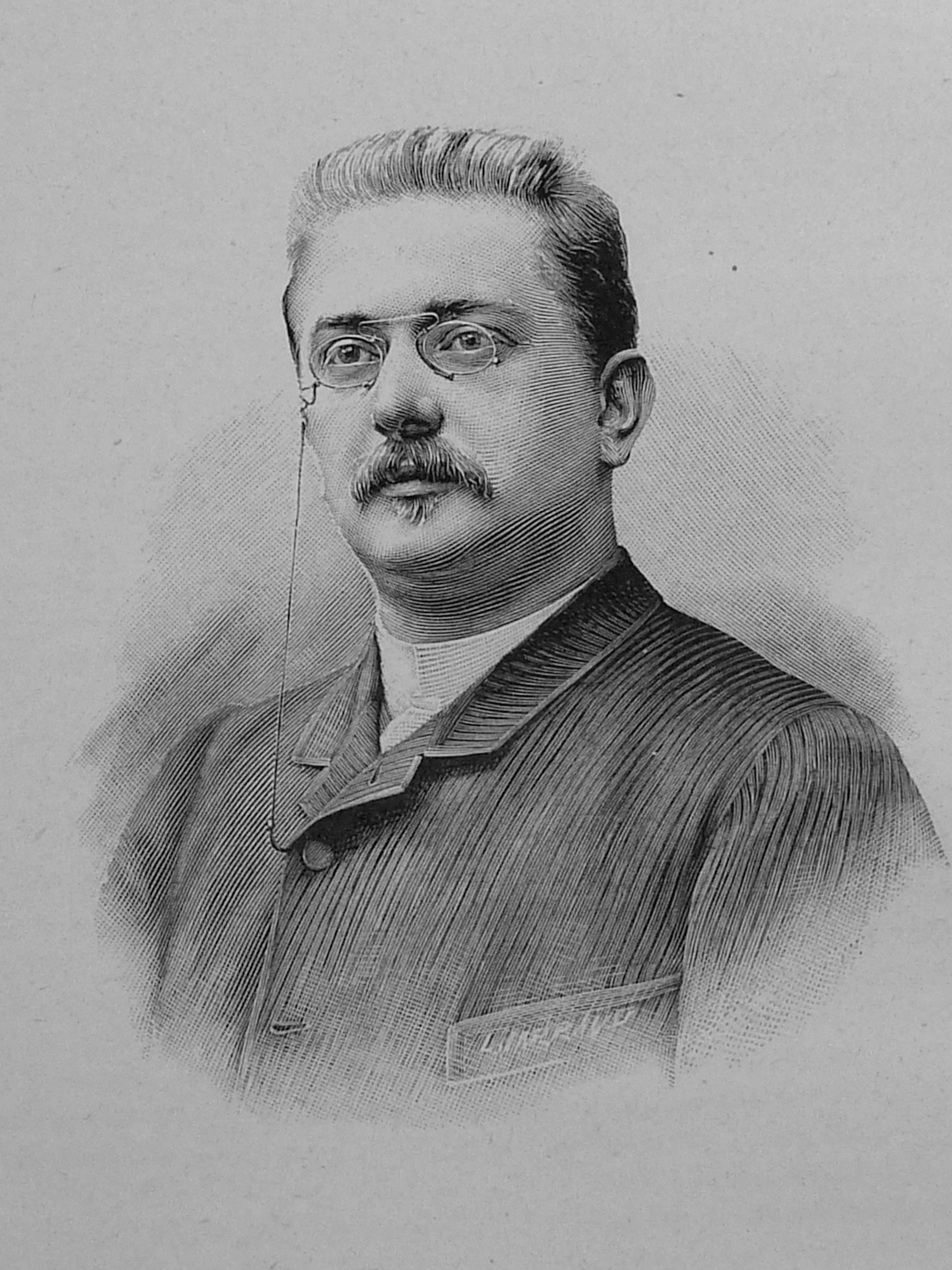
Jean Baptiste François René Koehler (1908).

Jean Baptiste François René Koehler (Saint-Dié-des-Vosges, 7 marzo 1860 – Lione, 19 aprile 1931) è stato uno zoologo francese.

## Biografia
Studiò medicina e zoologia a Nancy. Nel 1889 divenne membro della facoltà di scienze a Lione, dove nel 1894 ottenne la cattedra di zoologia. Nel 1911 fu selezionato presidente della Société zoologique de France.
Nel 1988 il genere Koehleria (Cherbonnier) della famiglia Cucumariidae fu chiamato così in suo onore.

## Pubblicazioni
Ha fatto contributi sulla sezione echinodermi nella serie Faune de France. Le sue altre pubblicazioni:
- Recherches sur la faune marine des iles Anglo-Normandes, 1885 - La ricerca sulla fauna marina delle Isole del Canale.
- Résultats scientifiques de la campagne du "Caudan" dans le golfe de Gascogne : août-septembre 1895, (1896) - I risultati scientifici della "campagna Caudan" nel Golfo di Guascogna.
- Expédition antarctique belge : résultats du voyage du S.Y. Belgica en 1897-1898-1899 sous le commandement de A. de Gerlache de Gomery, 1902 -  Spedizione belga in Antartide, deriva dal viaggio del S.Y. Belgica 1897-1899.
- Ophiures de l'expédition du Siboga / Ie pt., Ophiures de mer profonde, 1904 - Ophiurans dal Siboga Expedition, parte 1; ophiurans dal mare profondo.
- Ophiures de l'expédition du Siboga / IIe pt., Ophiures littorales, 1905 - Orphirians dal Siboga Expedition, parte II; ophiurans delle regioni litoralI.
- Expéditions scientifiques du Travailleur et du Talisman pendant les années 1880, 1881, 1882, 1883, (1906) - spedizioni scientifiche del Travailleur e Talisman durante gli anni 1880 al 1883.
- Echinodermes provenant des campagnes du yacht Princesse-Alice : astéries, ophiures, échinides et crinoïdes, 1909 - Echinodermi raccolti dalle campagne dello yacht Princesse-Alice.
- "Ophiurans of the Philippine seas and adjacent waters", Washington, G.P.O., 1922, (manoscritto tradotto da Austin H. Clark).
- Les échinodermes des mers d'Europe, 1924 - Echinodermi dei mari d'Europa.[3][4]